# 1797 год в театре
1797 год в театре

## События
- В Бергамо сгорел Оперный театр[англ.], возведённый по проекту архитектора Джованни Франческо Луккини[англ.]. Торжественно открывшийся в 1791 году, он функционировал с 1784 года.

### Постановки
- В Венеции, на сцене театра «Сант-Анжело[фр.]» состоялась премьера трагедии Уго Фосколо «Фиест».
- 13 марта — в Париже, на сцене Театра Фейдо состоялась премьера оперы Луиджи Керубини «Медея[англ.]».
- 24 апреля — в Париже, на сцене театра Театра Республики состоялась премьера трагедии Непомюсена Лемерсье «Агамемнон[фр.]».
- 11 мая — В Париже, на сцене Театра Фавар состоялась премьера оперы Николя Далейрака на либретто Марсолье де Виветьера[англ.] «Уединённый дом».
- 15 июля — в Лондоне, на сцене театра «Хеймаркет[англ.]» состоялась премьера комедии Джорджа Колмана-сына «Наследник по праву[англ.]».

## Деятели театра

### Родились
- 19 января, По — французский певец Анри-Бернар Дабади.
- 15 июля, Веймар — немецкий актёр, певец и композитор Эдуард Франц Генаст.
- 26 октября (?), Саронно — итальянская певица Джудитта Паста.
- 4 ноября, Неаполь — итальянский артист балета, балетмейстер, педагог и теоретик танца Карло Блазис.
- 29 ноября, Бегамо — итальянский композитор, автор 68 опер Гаэтано Доницетти.

### Скончались
- 9 марта, Санкт-Петербург — русский певец, композитор и дирижёр, один из создателей русской национальной оперы Василий Пашкевич.
- 17 мая, Париж — французский драматург и либреттист Мишель-Жан Седен.
- 19 августа, Лондон — итальянская певица и театральный антрепренёр Тереза Имер.
- 12 октября, Эстос, Аквитания — французский певец и композитор Пьер де Желиотт.